# Nordstrom

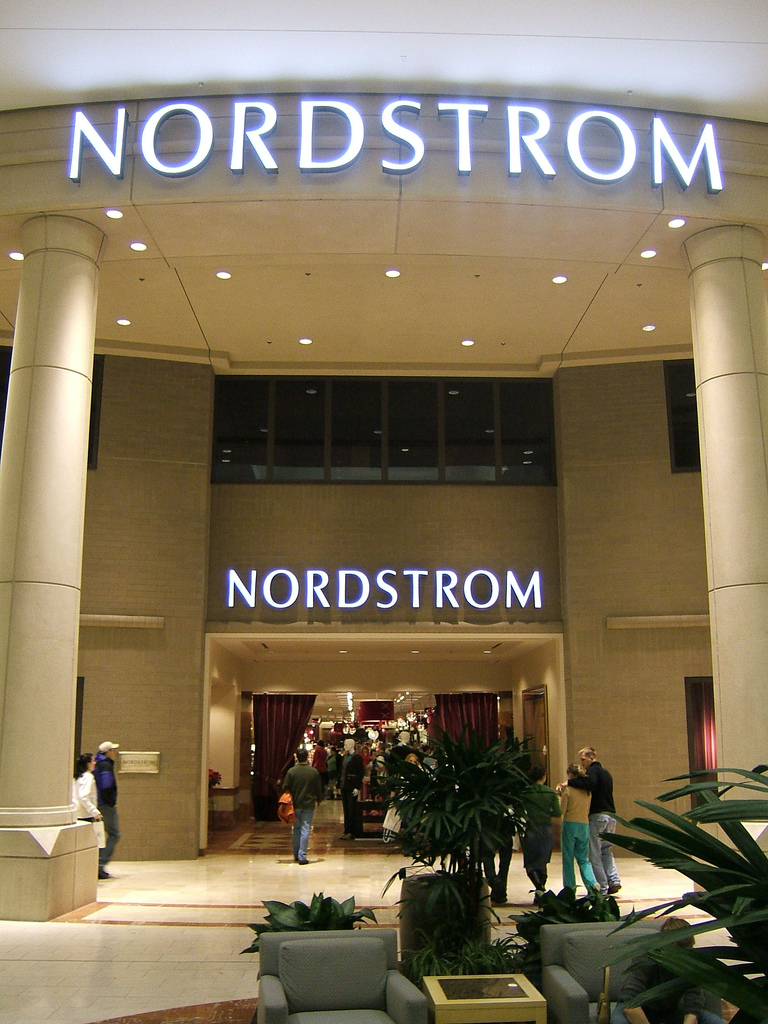
Nordstrom v centru Washington Square v oregonském Tigardu.

Nordstrom je americký řetězec obchodních domů vyšší třídy, založený Johnem W. Nordstromem a Carlem F. Wallinem. Původně se jednalo o obchod s obuví, ale nyní společnost prodává také oblečení, doplňky, kabelky, klenoty, kosmetiku a v některých obchodech také zařízení bytu. Sídlo společnosti a hlavní obchod se nachází v centru města Seattle ve státě Washington.

## Historie

### Počátky
V roce 1887, když mu bylo teprve šestnáct let, následoval John W. Nordstrom cestu mnoha Švédů do Spojených států, kam šel za příležitostí. Nordstrom se narodil nedaleko Luleå jako Johan Nordström, ale své jméno později poangličtěl. Po přistání v New Yorku nejprve pracoval v Michiganu. Po sérii podřadných prací, při kterých se posouval na západ, měl našetřeno dost peněz na zakoupení dvacetiakrového bramborového pole v Arlingtonu, nedaleko Seattlu. V roce 1897 společně s dalšími odešel k řece Klondike na severu Kanady, kde probíhala zlatá horečka. Po dvou letech hledání zlata prodal své nálezy za 13 tisíc dolarů. Po návratu do Seattlu se oženil s Hildou Carlson a hledal příležitost začít podnikat. Konečně v roce 1901 založil obchod s obuví zvaný Wallin & Nordstrom. Carl F. Wallin, který byl spoluzakladatelem, vlastnil opravnu obuvi, která s obchodem sousedila. S Hildou měl pět dětí, z nichž tři převzali rodinný business, byli to synové Everett, Elmer a Lloyd. V roce 1923 otevřela společnost svůj druhý obchod v Seattlu, čímž byl pověřen už dost zkušený Elmer, který nedávno předtím vystudoval na University of Washington.
V roce 1928 John W. Nordstrom odešel do důchodu a prodal svůj podíl svým synům Everettovi a Elmerovi. O rok později odešel do důchodu také Carl F. Wallin, který jim prodal i svůj podíl. V roce 1930 bratři slavnostně znovuotevřeli přestavěný obchod na Second Avenue a změnili jméno obchodu na Nordstrom. V roce 1933 do společnosti vstoupil i Lloyd a tři bratři tak ovládali společnost po dalších téměř čtyřicet let.
V roce 1958 se obchod rozrostl na osm obchodů ve dvou státech, ale stále se zaměřoval pouze na obuv. Rozvojem prošly také služby zákazníkům, zvýšila se pestrost sortimentu a počet nabízených velikostí. V roce 1963 začal obchod prodávat i oblečení poté, co skoupil seattleskou firmu Best Apparel. V roce 1969 bylo jméno společnosti změněno na Nordstrom Best.
V roce 1968 se druhá generace vlastníků rozhodovala o možném prodeji společnosti, jelikož nejstarší syn Everett se blížil k důchodu. Místo toho je ale Bruce (Everettův syn), James a John (Elmerovi synové) a John MacMillan (manžel Lloydovy dcery) přesvědčili, aby se společnost stala veřejnou obchodní společností, po čemž přebrali její vedení. V roce 1971 byla společnost přijata pod NASDAQ pod zkratkou NOBE (Nordstrom Best). V roce 1973 bylo jméno Best ze jména obchodu odebráno a obchod tedy změnil své jméno naposledy, na Nordstrom. V roce 1999 se přesunula na NYSE pod zkratkou JWN, což byly iniciály Johna W. Nordstroma.
Od roku 1995 sloužila nějaký čas společnosti jako prezidenti i čtvrtá generace rodiny. V roce 1997 se stal John Whitacre prvním CEO, který nepocházel od rodiny, ale o čtyři roky později rodina opět převzala vedení společnosti a do vedení se dostali Brucovi synové Blake, Erik a Peter.

### Expanze
Nordstrom se časem rozvinul z regionálního řetězce obchodů na celonárodní tím, že začal více otevírat nové filiálky místo skupování ostatních obchodních společností.
V roce 1975 se Nordstrom dostal na Aljašku poté, co skoupil společnost Northern Commercial Company a otevřel první výprodejový obchod Nordstrom Rack v Seattlu. V roce 1978 se přibližoval obrat společnosti k 250 milionům dolarů a tak se silný regionální řetězec, v té době už třetí největší specializovaný ve Spojených státech, rozšířil na jih Kalifornie, kde otevřel obchod ve městě Costa Mesa. Na začátku devadesátých let bylo v Kalifornii otevřeno už 26 normálních a výprodejových obchodů. Řetězec se po celé zemi rozšiřoval poněkud chaoticky. V roce 1988 byl otevřen obchod v Tysons Corneru ve Virginii, v roce 1991 v Oakbrook Centeru na předměstí Chicaga, v roce 1996 v Dallasu a v roce 1998 v Atlantě. V každém novém regionu sloužil nový obchod jako základna pro otevření dalších obchodů. Mezi lety 1978 a 1995 společnost otevřela 46 regulárních obchodů.
PLACE TWO: V roce 1976 otevřela společnost řetězec obchodů s názvem Place Two, které prodávaly limitovanou škálu zboží v menších prostorách. V roce 1983 existovalo už deset obchodů Place Two, ale náklady na jejich rozšíření převyšovaly výdělek, což vedlo k jejich uzavření.
FLASGSHIP: V roce 1998 společnost nahradila svůj vlajkový obchod v centru Seattlu novým vlajkovým obchodem v bývalém obchodním domu Frederick & Nelson, který leží pouze přes ulici od původní budovy. 35 600 m² rozlehlý obchod je největším z celého řetězce. Pro porovnání, nejmenší obchod, který leží v oregonském Salemu, má plochu pouze 6 700 m².
DIRECT: Společnost v roce 1993 rozšířila své působení do oblasti internetu, z čímž začal Elmerův vnuk Dan. Internetový obchod nordstrom.com má nyní své sídlo v Cedar Rapids, v Iowě, a distribuční centra v kalifornském Ontariu, oregonském Portlandu, iowském Dubuque, marylandském Upper Marlboro a floridském Gainesvillu.

### Současnost
Zatímco obchody se začaly rozšiřovat, v roce 1979 se do nich začaly přidávat restaurace a o deset let později byl otevřen vrcholový kalifornský vlajkový obchod, tehdy největší Nordstrom, v sanfranciském centru Westfield, ve kterém byly čtyři restaurace a anglická hospoda. Nedávno byly zrušeny Espresso Bary, které ale byly nahrazeny eBary, které nabízejí velké množství rychlých svačinek a větší výběr nápojů. Menší obchody, které většinou leží na dvou patrech, mají nyní kavárnu, která nabízí stejný výběr jako eBar, ale také sedadla. Ve větších obchodech se nachází nedávno přepracované restaurace Classic Cafe, Marketplace Cafe, Cafe Bistro nebo Nordstrom Grill s jídlem a alkoholickými nápoji.
Momentálně společnost provozuje 115 obchodních domů, 86 výprodejových obchodů Nordstrom Rack, 2 obchody Jeffrey Boutique a jeden výprodejový obchod Last Chance v 28 státech. V roce 2007 společnost prodala řetězec butiků Façonnable. Společnost také provozuje malou banku se sídlem v arizonském Scottsdale.
V únoru 2011 společnost oznámila zakoupení losangeleského obchodu HauteLook, který se specializuje na bleskový prodej v oblasti designérského zboží. Nordstrom zaplatil 180 milionů dolarů a doplatí ještě další částku, která závisí na finanční situaci obchodu v následujících třech letech.
V květnu 2011 společnost oznámila uzavření pobočky v indianapoliském Circle Centru kvůli klesajícím výdělkům v centru města. Zbývající pobočky v obchodním centru The Fashion Mall at Keystone a budoucí Nordstrom Rack v obchodním centru Rivers Edge, které se oba nachází na severu města, budou zbývajícími dvěma pobočkami ve státě Indiana.

## Uznání
Nordstrom byl v roce 2010 vyhlášen časopisem Fortune 53. nejlepší společností, pro kterou lze pracovat, tedy v disciplíně, ve které se nachází v síni slávy časopisu. V roce 2007 se na žebříčku Fortune 500 umístil na 286. příčce.